# Liber historiae Francorum
Liber historiae Francorum ("Bogen om frankernes historie") er en anonym krønike fra 700-tallet om frankernes historie. Den første sektion er en sekundærkilde for den ældste frankiske historie i tiden for Markomer. Den giver en kort breviarum (sammendrag) af hændelser frem til tiden for de senere merovingske konger. De efterfølgende sektioner i krøniken er en vigtig primærkilde for den samtidige historie og giver en redegørelse for slægten pipiniderne i Austrasien før de blev den mere kendte kongeslægt karolinerne.

## Forfatteren
Tekstens moderne redaktør, Richard Gerberding, som forsvarer bogens sammenhæng og nøjagtighed, og argumenterer for at lokalisere den anonyme forfatter til Soissons, måske også i det kongelige kloster Saint Médard dedikeret til sankt Medardus. Gerberding karakteriserer forfatteren som en fra Neustria, en trofast forsvarer for legitimiteten af merovingerne, "sekulær i modsætning til kirkelig i sind, og en entusiastisk beundrere og antagelig et medlem af den aristokratiske klasse baseret i Seine-Oise-dalen, hvis dåder, krige og konger han beskriver."

## Agenda
Liber historiae Francorum er sædvanligvis dateret til 727 grundet en henvisning i slutningen af det sjette år til Teoderik IV. Den giver et neustrisk perspektiv på tiden med rigshovmestre, hvor fraktionerne til de store territoriale fyrster kunne blive kontrollerede og balancerede af indviede legitimitet til den merovingske konge.
Liber Historiae Francorum er blevet undersøgt og fortolket af Richard Gerberding og senere af Rosamond McKitterick i History and Memory in the Carolingian World. Som en omfattende læst fremstilling har den bidraget til indskærpe en følelse af kulturel solidaritet hos de læsere, som værket var skrevet for, imødekomme deres fordomme og fremme deres politik. For bogens agenda viser Fouracre og Gerberding, at den støtter kongerne i det merovingske dynasti kun så langt, de herskede i henhold til rådgivningen fra den øverste adel. Aristokratiet på sin side støttede kongerne kun så langt som de ikke stræbte over deres niveau.

## Dens verdensbillede og værdi
Værket er en af flere nye historiebøger som blev skrevet i 700-tallet, og den blev kopieret og spredt i stor udstrækning i 800-tallet. Den gav læserne (og lytterne) en dybere baggrund som placerede frankerne fjernt fra Romerrigets kontekst, romernes verden er stort set ignoreret, og i stedet er den placeret solidt indenfor den kristne gallo-romerske verden.
Fra værkets begyndelse giver den løfter om at fortælle oprindelsen for og gerninger gjort af de frankiske konger og det frankiske folk. Den giver en mytisk oprinnelse gående ud på, at frankerne nedstammer fra en gruppe trojanske flygtninge, som befandt sig selv på nordkysten af Sortehavet og derfra bevægede sig over Donau-sletten til Rhinlandet. I denne mytiske oprindelse støtter værket seg tungt på Historia Francorum ("Frankernes Historie") som blev skrevet af den gallo-romerske biskop Gregor af Tours (død 594). Liber historiae Francorum sammenfatter, tidvis korrigerer og går parallelt med fremstillingen hos Gregor. De sidste 11 kapiteler, 43-53 i Bruno Kruschs udgave, præsenterer derimod en uafhængig redegørelse af hændelserne i Frankerriget i 600- og begyndelsen af 700-tallet. Af den grund har værket stor værdi for moderne historikere ved at den dækker en tidsepoke, som ikke eksisterer i nogen anden kendt kilde.
Kapitel 43 begynder i sammendragets form med et forsøg fra den pippiniske rigshovmesteren Grimoald den ældre at tage magten i det østlige frankiske rige Austrasien. Det afsluttes med at Grimoald blev dræbt ved tortur af Klodvig II som styrede Neustrien, det rivaliserende, vestlige rige i Frankerriket. Om Klodvig II siger kapitel 44:
"På samme tid bragte han ødelæggelse over frankernes kongerige med forfærdelige ulykker. Denne Klodvig, end så videre, havde alle former for skidne vaner. Han var en berygtet kvindebetvinger, en frådser og drukkenbolt. Om hans død og afslutning kan ingenting af historisk værdi blive sagt. Mange skribenter fordømmer hans afslutning eftersom de ikke kender omfanget af hans ondskab. Således i usikkerheden angående den, referer de fra den ene til den anden."
Resten af dette kapitel og begyndelsen af næste strækker sig fra Klodvigs død, almindeligvis dateret til slutningen af 650-tallet, og til tiltrædelsen af Teoderik III, almindeligvis dateret til 673, det 4-årige styre under "barnekongen Klotar".
Kapitel 45 og videre giver en fjendtlig fremstilling af rigshovmesteren Ebroin af Neustrien. I kontrast til beskrivelsen af Klodvig II gengivet ovenfor, har forfatteren ingenting andet end lovprisning af Kildebert III, som han beskriver som "en berømt mand", "den strålende herre i det gode minne", og "den retfærdige konge". Det afsluttende kapitel dækker hovedsagelig Karl Martel.
Liber historiae Francorum blev den vigtigste kilde til fortsættelsen i Fredegars krønike (et frankiske værk skrevet antagelig i Burgund og til trods for titlen af en anonym forfatter). På samme vis Liber historiae Francorum i dens første del fortæller parallelt til Gregors Historia Francorum, støtter denne krønike sig tungt på Liber historiae Francorum.